# Спектра
Спектра (енгл. SPECTRE; SPecial Executive for Counter-intelligence, Terrorism, Revenge and Extortion) је терористичка организација из филмова о Џејмс Бонд-у. Њен шеф је Ернест Ставро Блофелд, једини преживели члан организације. Сви његови сарадници су били попут министара; свако је имао своју област деловања. Методе које ова организација користи су терор, одмазда, киднаповање, убиство. Она је у суштини терористичка организација која намерава да завлада светом.
Филмови у којима се она појављује:
1. Доктор Но[2]
2. Из Русије с љубављу[3]
3. Операција Гром[4]
4. Само двапут се живи
5. У тајној служби Њеног величанства
6. Дијаманти су вечни
7. Само за твоје очи
8. Никад не реци никад[5]
9. Зрно утехе[2]
10. Спектра
11. Није време за умирање

Спектра се последњи пут појављује у филму Дијаманти су вечни 1971, али се лик шефа појављује у филму „Само за твоје очи“ 1981. Планирано је да се Спектра појави у 23. играном филму о Бонду. Међутим, појавила се у 24. Бонд филму, управо под именом Спектра.

## Занимљивост
Један од оригиналних писаца Кевин Маклори је судским путем добио право на СПЕКТРУ и лик Блофелда, заједно са дозволом да снима свој филм о Бонду. Услов је био да то буде римејк „Операције Гром“. Тако је настао филм „Никад не реци никад“ који се не сматра делом серије, а важан је због поновног ангажовања Шона Конерија.

## Хијерархија Спектре
| Хијерерхија Спектре             |         |                       | |           | |
| Име                             | ``Број“ | Функција              | Филм | Статус    | Глумци |
| Ернст Ставро Блофелд            | 1       | Шеф                   | Из Русије с љубављу Операција Гром Само двапут се живи У тајној служби Њеног величанства Дијаманти су вечни Само за твоје очи Никад не реци никад Спектра | Затворен  | Ентони Досон/Ерик Полман Доналд Плезенс Тели Савалас Чарлс Греј Џон Холис Макс фон Сидоу (Није Eon Productions) Кристоф Валц |
| Максимилијан Ларго/Емилио Ларго | 2       | Други човек СПЕКТРЕ.  | Операција Гром | Искључен  | Адолфо Чели |
| Роза Клеб                       | 3       | Веза СМЕРША и СПЕКТРЕ | Из Русије с љубављу | Искључена | Лота Лена |
| Др Џулијус Но                   | 4       | Нуклеарна технологија | Доктор Но | Искључен  | Џозеф Вајсмен |
| Кронстин                        | 5       | Планер                | Из Русије с љубављу | Искључен  | Владек Шеубал |
| Жак Бувар                       | 6       | Оперативац            | Операција Гром | Искључен  | Боб Симонс |
| Непознат                        | 7       | Оперативац            | Операција Гром | Искључен  | Сесил Ченг |
| Господин Осато                  | 8       | Оперативац            | Само двапут се живи | Искључен  | Теру Шимада |
| Силвије Чезас                   | 9       | Оперативац            | Операција Гром | Искључен  | Стив Цезас |
| Непознат                        | 10      | Оперативац            | Операција Гром | Искључен  | Андре Маран |
| Хелга Брант                     | 11      | Оперативац            | Само двапут се живи | Искључен  | Габор Баркнер Карин Дор |
| Фатима Блаш                     | 12      | Оперативац            | Никад не реци никад | Искључен  | Барбара Карера |